# Europese kampioenschappen kyokushin karate 1996 (IKO)
De Europese kampioenschappen kyokushin karate 1996 waren door de International Karate Organization (IKO) georganiseerde kampioenschappen voor Kyokushinkai karateka's. De 9e editie van de Europese kampioenschappen vond plaats in het Griekse Volos.

## Resultaten
| Gewichtsklasse | Goud                | Zilver            | Brons                               |
| -------------- | ------------------- | ----------------- | ----------------------------------- |
| -70kg          | Piotr Sawicki       | Leszek Zgrzebniak | Plamen Jaliazkov Vladimir Parszukov |
| -80kg          | Eugeniusz Dadziburg | Fernando Perez    | Pavel Mandok Yevgeniy Yakovenko     |
| +80kg          | Tomasz Najduch      | Egil Arne Okland  | Georgi Georgiev Istvan Petrovsky    |